# Tanklok

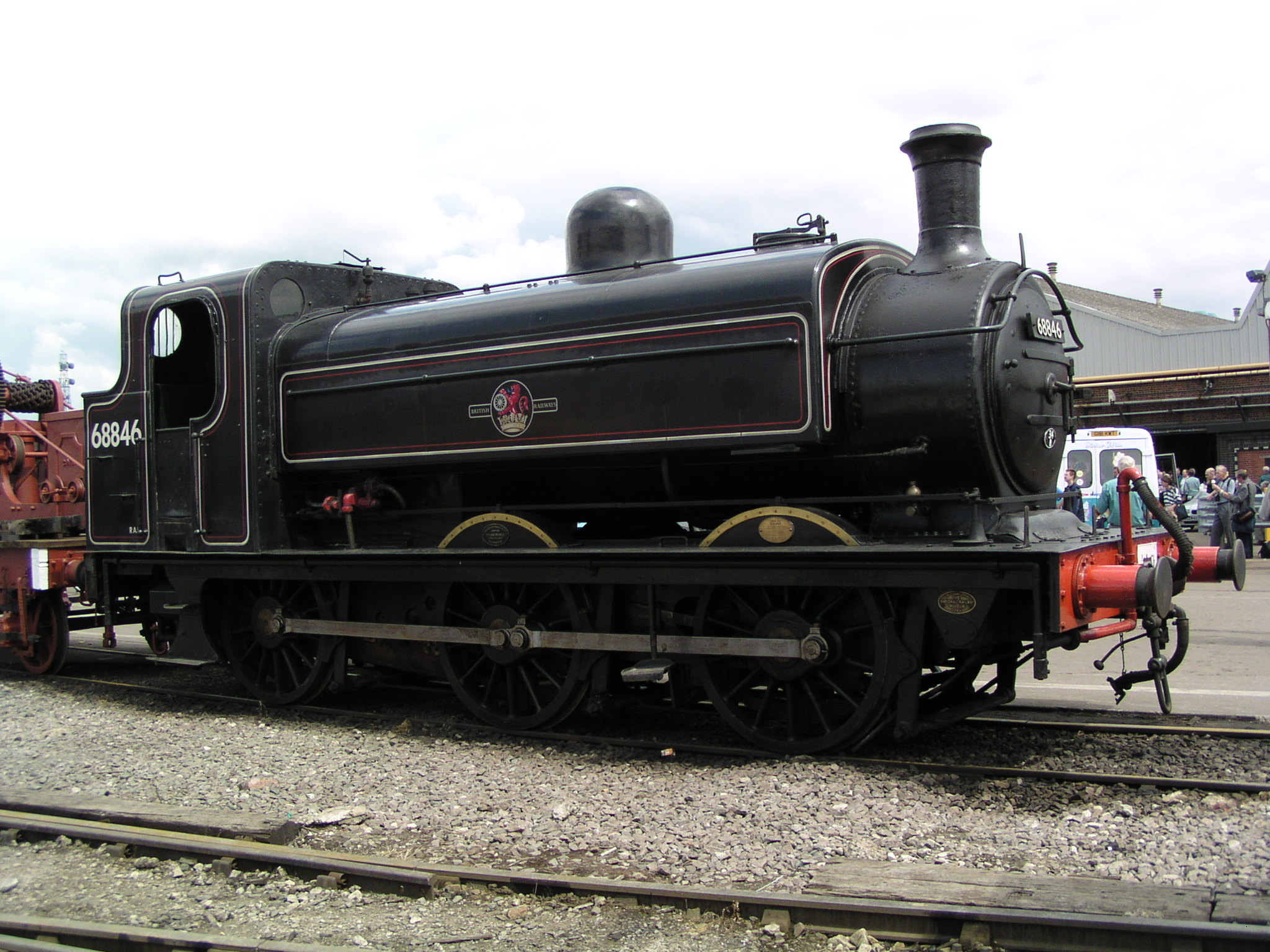
Ett brittiskt sadeltanklok.

Ett tanklok är ett ånglok som har inbyggda behållare för bränsle och vatten, i stället för att dra en tender med kol och vatten. Ett tanklok är på så sätt litet, lätt och billigt jämfört med ett lok med tender. Nackdelarna är att tankloken inte kan åka så långt innan det behöver fyllas på med nytt kol och vatten. 
Inom Statens järnvägar fick tankloken bokstavskoderna N, W och S som prefix till sin typbeteckning för att berätta vilken typ av lok som avsågs.
Tankloken användes främst på bangårdar för rangering eller för att dra mindre tåg kortare sträckor.

### Övriga källor
- Järnväg.net om lokens historia